# Brian Grampon
Brian Herman Grampon (Paramaribo, 10 januari 1967) is een Surinaams-Nederlands oud-voetballer. Hij speelde als spits.

## Carrière
Brian Grampon werd in Suriname geboren en heeft de Nederlandse nationaliteit. Hij speelde tot 1993 in het basisteam van Ajax Amsterdam.
In februari 1993 vertrok hij naar Lugo in de Spaanse regio Galicië. Daar speelde hij tussen 1992 en 1993 14 wedstrijden uit voor CD Lugo die in de Segunda División A speelt van de Spaanse voetbalcompetitie. Hij scoorde 1 doelpunt.